# Vittaria lauana
Vittaria lauana là một loài dương xỉ trong họ Pteridaceae. Loài này được Ching mô tả khoa học đầu tiên năm 1945.